# Nerw piszczelowy

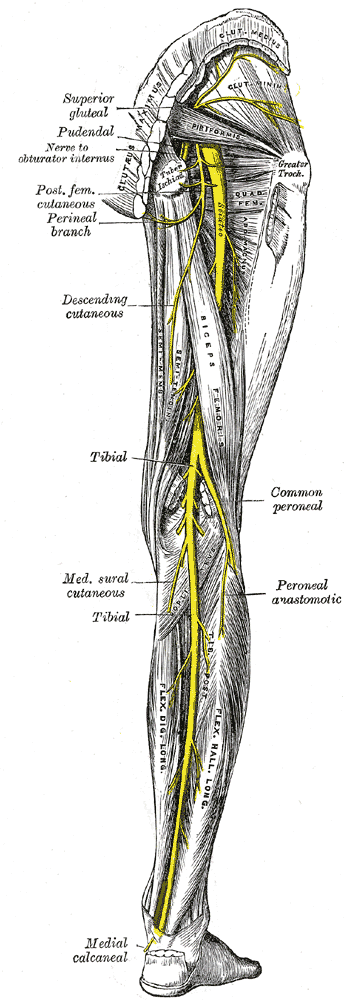
Nerwy kończyny dolnej prawej. Nerw piszczelowy podpisany Tibial

Nerw piszczelowy (łac. nervus tibialis) – w anatomii człowieka nerw kończyny dolnej będący jedną z dwóch gałęzi końcowych nerwu kulszowego.

## Przebieg
Najczęściej rozpoczyna się w dole podkolanowym, przez który przebiega centralnie wraz z tętnicą i żyłą podkolanową, współtworząc powrózek naczyniowo-nerwowy. Następnie przebiega pod łukiem ścięgnistym mięśnia płaszczkowatego. Wchodzi pomiędzy warstwę powierzchowną i głęboką grupy tylnej mięśni goleni, biegnąc wspólnie z tętnicą i żyłami piszczelowymi tylnymi. W kanale kostki przyśrodkowej leży (wraz z naczyniami) pomiędzy powierzchowną i głęboką blaszką troczka zginaczy. W dalszym przebiegu oddaje dwie gałęzie końcowe: nerw podeszwowy przyśrodkowy i nerw podeszwowy boczny.

## Główne odgałęzienia
- gałęzie mięśniowe – unerwiają mięśnie zginacze podudzia
- nerw skórny przyśrodkowy łydki – współtworzy nerw łydkowy
- gałęzie piętowe przyśrodkowe – zaopatrują skórę przyśrodkowej części pięty i tylnej części podeszwy
- nerw podeszwowy przyśrodkowy – unerwia mięsień odwodziciel palucha, mięsień zginacz krótki palców, głowę przyśrodkową mięśnia zginacza krótkiego palucha. Obszarem unerwienia odpowiada nerwowi pośrodkowemu na ręce
- nerw podeszwowy boczny – boczna część podeszwy. Obszarem unerwienia odpowiada nerwowi łokciowemu na ręce

## Porażenie
Uszkodzenie nerwu piszczelowego powoduje niedowład mięśni grupy tylnej podudzia, objawiający się niemożnością zginania podeszwowego stopy (objaw stopy piętowej – pes calcaneus) oraz zaburzeniami czucia skóry podeszwy. Palce stopy ustawione są szponiasto, zgięte grzbietowo w stawach śródstopno-paliczkowych i podeszwowo w międzypaliczkowych. Niemożliwe jest wspięcie na palce, przywodzenie i odwodzenie stopy.